# Das Massaker zu Paris
Das Massaker zu Paris (englischer Originaltitel The Massacre at Paris: With the Death of the Duke of Guise, Das Massaker zu Paris: Mit dem Tod des Herzogs von Guise) dürfte um 1590 entstanden sein. Es ist Christopher Marlowes erste Historie und schildert die Ereignisse der Bartholomäusnacht sowie der nachfolgenden Hugenottenkriege einschließlich der Ermordung Henri III.

## Handlung
Das Stück beginnt mit der Hochzeit zwischen Henri de Navarre und Marguerite, der Schwester des französischen Königs Charles IX. am 22. August 1572. Der Herzog von Guise, der mächtigste Mann in Frankreich, setzt alles daran eine Einigung zwischen den Katholiken und den Hugenotten zu verhindern. Er lässt Königin Jeanne von Navarra, die Mutter Henris vergiften und organisiert ein Attentat auf Coligny, den Führer der Hugenotten, das jedoch fehlschlägt. Daher überredet Guise gemeinsam mit der Königinmutter und Anjou den König zur Ermordung aller Hugenotten. Es folgen einige Szenen, die Ereignisse während der Bartholomäusnacht zeigen. Charles IX. stirbt, sein Bruder Anjou folgt ihm als Henri III. auf den Thron und Henri de Navarre gelingt die Flucht nach Navarra. Henri III. kümmert sich weniger ums Regieren, als um seine Günstlinge, die sogenannten Mignons. Einer von ihnen hat ein Verhältnis mit der Herzogin von Guise. Der Oberbefehl im Krieg gegen Navarre geht ebenfalls an einen der Mignons. Guise ist erzürnt und sorgt für die Ermordung des Liebhabers seiner Frau. Es kommt zum endgültigen Bruch zwischen Guise und dem König, der den Herzog töten lässt. Gemeinsam mit dem König von Navarra belagert Henri III. Paris, das von den Anhänger Guises gehalten wird. Ein Mönch ersticht Henri III., der sterbend am 2. August 1589 Henri de Navarre zu seinem Nachfolger ernennt.

## Entstehung
Das Stück kann keinesfalls vor August 1589 entstanden sein. Da im Text auf den noch lebenden Papst Sixtus V. verwiesen wird, gehen einige von einer Entstehungszeit vor dessen Tod am 27. August 1590 aus. Weil Philip Henslowe in seinen Aufzeichnungen eine Aufführung am 9. Februar 1593 als "ne" kennzeichnete, vermuten andere ein späteres Entstehungsdatum. Dabei gilt zu bedenken, dass unklar ist, was diese Bezeichnung für Henslowe bedeutet hat.
Es erfolgte nie ein Eintrag ins Stationers’ Register. Der früheste erhaltene Druck ist undatiert, stammt aber vermutlich aus der Zeit zwischen 1599 und 1602. Diese Fassung ist eindeutig korrumpiert. Mit 10.663 Wörtern kommt der Text etwa auf die Hälfte der Länge eines elisabethanischen Dramas. Auch enthält er viele Unregelmäßigkeiten, Wiederholungen und Anspielungen auf andere Stücke. Vermutlich ist es eine Rekonstruktion, die von einem oder mehreren Schauspielern stammt.

## DasMassacre leaf
1825 veröffentlichte John Payne Collier erstmals das Transkript einer Handschrift, die angeblich aus dem 16. Jahrhundert stammt. Es ist eine erweiterte Version der Zeilen 1 bis 16 aus Szene 19. (Der Text des Soldaten, der im Auftrag des Herzogs von Guise den Geliebten der Herzogin erschießen sol, vor der eigentlichen Tat.) Das Manuskript befindet sich mittlerweile in der Folger Shakespeare Library. Auf Grund der lückenhaften Provenienz und Colliers Hang zur Fälschung steht nicht eindeutig fest, ob es sich bei dem Dokument tatsächlich um ein Original handelt.

## Themen und Motive
Zu Unrecht wurde das Drama lange Zeit als simple protestantische Propaganda abgetan. Tatsächlich ist es ein differenziertes Spiegelbild seiner Zeit. Die oft geschmähte Szene 9, in der Guise den Philosophen Pierre de la Ramée tötet, wäre auch bei einem besseren Textzustand heute schwer verständlich, behandelt sie doch einen damals höchst aktuellen Konflikt.
Bis zum Sieg über die Armada war nicht Philipp II. das große Feindbild der Elisabethaner, sondern der Herzog von Guise. Marlowe zeigt ihn einerseits klischeehaft als einen skrupelloser Machtpolitiker, der über Leichen geht. Andererseits macht er ihn zur Hauptfigur des Dramas und einem typischen Vertreter des Marloweschen Helden, dem er in Szene 2 einen umfassenden, programmatischen Monolog widmet.
„Oft have I leveld, and at last have learnd,

That perill is the cheefest way to happines,

And resolution honors fairest aime.

What glory is there in a common good,

That hanges for every peasant to atchive?

That like I best that flyes beyond my reach:

Set me to scale the high Peramides,

And thereon set the Diadem of Fraunce,

Ile either rend it with my nayles to naught,

Or mount the top with my aspiring winges,

Although my downfall be the deepest hell.“ (The Massacre at Paris. 2,36-47)
Bei Guises Ermordung findet überhaupt ein Perspektivenwechsel statt, schildert Marlowe sie doch vom Standpunkt der Heilige Liga und nicht der Hugenotten. Guise dürfte Marlowe über dieses Drama hinaus beschäftigt haben, denn er erwähnt ihn auch im Prolog von Der Jude von Malta.
Christopher Marlowe war der Erste, der ein Mitglied der Familie Medici auf die englische Bühne brachte. Seine Darstellung von Caterina de’ Medici wirkt recht eindimensional, allerdings hatte es in England Tradition die französische Königinmutter unvorteilhaft darzustellen. Sie und Elizabeth I. ähnelten einander, weshalb hinter der Ablehnung mancher englischer Autoren von Caterina de’ Medici durchaus Kritik an der eigenen Königin stecken könnte.
James VI. von Schottland und Henri III. neigten dazu, Personen aus ihrem engsten Umfeld bedeutende Positionen zu übertragen, was innen- wie außenpolitisch Turbulenzen erzeugte. Bevor Marlowe die Problematik königlicher Günstlingswirtschaft bzw. das daraus resultierende Verhältnis eines Königs zu seinem Adel in Edward II. vertiefte, sprach er sie erstmals in diesem Drama an.

## Rezeptionsgeschichte
Henslowe verzeichnete zwischen dem 9. Februar 1593 und 5. Oktober 1594 elf Aufführungen des Dramas, die finanziell sehr erfolgreich waren. 1601 schuf er Kostüme dafür an und kaufte Edward Alleyn die Rechte am Stück ab. Warum das für ein Werk passierte, das bereits aufgeführt worden war, ist ungewiss. Vermutlich war Das Massaker zu Paris in England ziemlich populär. Aus der Korrespondenz des englischen Botschafters in Paris geht hervor, dass es auch in Frankreich bekannt war. Allerdings weiß man von keinen anderen Aufführungen als denjenigen, die Henslowe vermerkt hat.
Im Buchhandel erschienen 1818 voneinander unabhängig, aber fast zeitgleich zwei Ausgaben. Die erste Aufführung neueren Datums wurde im Oktober 1940 von der Yale Dramatic Association organisiert.

## Adaptionen

### Vertonung
Die Oper Massacre von Wolfgang Mitterer wurde am 18. Mai 2003 in Wien uraufgeführt. Für das Libretto verwendeten der Komponist und Stephan Müller den englischen Text des Dramas.

### Hörspiele
Am 27. März 1977 sendete der Rundfunk der DDR erstmals eine Hörspielbearbeitung unter dem Titel Das Massaker von Paris. Produziert wurde das Werk anscheinend schon 1972, mit einer Spieldauer von 86'44 Minuten.
Die Übersetzung und die Funkbearbeitung stammten von B. K. Tragelehn, der auch die Regie führte. Seine Assistentin war Barbara Plensat, die sich später selbst einen Namen als Hörspielregisseurin machte.
Zu den Sprechern gehörten u. a.: Klaus Mertens (Charles IX., König von Frankreich), Jürgen Holtz (der Duc d'Anjou, sein Bruder, später König Henri der III.), Käthe Reichel (Catherine, Königinmutter), Ekkehard Schall (der Duc von Guise), Jürgen Hentsch (Der Cardinal, sein Bruder), Bernd Renne (Duc du Maine, sein Bruder), Hermann Beyer (König von Navarra) und Irma Münch (seine Mutter).
Unter der Regie von Alan Drury sendete BBC Radio 3 am 30. Mai 1993 The Massacre at Paris mit Michael Earley, Timothy Walker, Jeremy Blake, Sally Dexter u. a.

## Übersetzungen
- 1971: Bernhard K. Tragelehn
- 1972: Dieter Schamp
- 1982: Rolf Engelsing
- 1999: Wolfgang Schlüter